# Departamento Esquina
Esquina es un departamento de la provincia de Corrientes, en el noreste de Argentina, que ocupa 3928.4km², en la región sudoeste de la provincia.
Limita al norte con el departamento de Goya; al este con los de Curuzú Cuatiá y Sauce; al sur con la provincia de Entre Ríos; y al oeste con la provincia de Santa Fe, de la cual está separado por el río Paraná.
La cabecera del departamento es la ciudad de Esquina, situada sobre la costa del río Corriente. 

## Toponimia
En 1806 un grupo de familias inmigrantes construyeron un caserío y una capilla dedicada a Santa Rita de Casia en un recodo del Río Corriente, en cercanías del Río Paraná. El lugar fue llamado «Santa Rita de la Esquina del río Corriente» y fue el primer emplazamiento de la actual localidad cabecera del departamento.

## Historia
Durante la República de Entre Ríos en 1821 Esquina fue separada de la jurisdicción de Corrientes e incorporada al departamento del Paraná, bajo el mando del comandante de La Bajada. Una vez disuelta la República de Entre Ríos, el 14 de diciembre de 1821 Esquina fue restituida a la provincia de Corrientes.
El 26 de septiembre de 1888 Esquina fue elevada a la categoría de ciudad. Por ley sancionada el 2 de julio de 1900 fueron fijados los límites del municipio de Esquina.
El 7 de marzo de 1917 el gobernador Mariano Indalecio Loza aprobó por decreto el Cuadro comparativo de la subdivisión en Departamentos y Secciones de la Provincia de Corrientes; Límites interdepartamentales e interseccionales, que fijó para el departamento Esquina los siguientes límites:

Departamento Esquina - Límites departamentales:
 Norte y Noroeste: Río Corriente, límites Norte y Este de la propiedad de Ernestina González, límite Este de la propiedad de Margarita M. de Aguirre Silva, límite Norte de las propiedades de Juana Encarnación Aguirre y Manuel Berio y límite Nordeste de la última propiedad; Este: Arroyo Abalos, hasta el límite Este de la propiedad de Vicente Martínez, corriendo en dirección Sur a lo largo de los límites Este de las propiedades, suc. Angel Martínez, José María Martínez, Francisca M. de Galva, Octavia M. de Soto, Benigno Martínez, Fermín A. Soto (arroyo Barrancas), y límite Este de la propiedad de Víctor Rolón; Sur: Río Guayquiraró; Oeste: Ríos Paraná y Corriente.

El cuadro señaló que el departamento estaba dividido en 5 secciones:

El Departamento está dividido en cinco Secciones, con los siguientes límites:
 1ra. Sección: Norte: Límite Sur de la propiedad de V. E. de González; límite Norte de las de Jacobo Kirsch, suc. Antonio Fleitas, Carlos Aguirre, Lucio Orué, Ramona E. de Elías, José Fernández, suc. Antonio Torrent y límite Norte de la propiedad de Eloísa Queirel de Torrent; Este: Límite Este de la propiedad de Eloísa Queirel de Torrent y arroyo Sarandí Grande; Sur: Límites Sur y Oeste de la propiedad de Mercedes y Margarita Leconte, límite Sur de las de Leguizamón, Francisco di Carlo, Félix Galarza, Juan Bianchi, María B. de Salvado, P. A. Paniagua, M. Quincoces, Badaracco y riacho Ingá; Oeste: Río Paraná.
 2da. Sección: Norte: Riacho Ingá, límite Norte de las propiedades de Juana Quiroz, R. Avila Muñoz, Petronila M. de Neironi, límite Este de las de Petronila M. de Neironi y de R. Romero, límite Norte de la Colonia Berón de Astrada; Este: Arroyo Barrancas; Sur: Río Guayquiraró; Oeste: Río Paraná.
 3ra. Sección: Nordeste: Río Corriente; Este: Límite Este de la propiedad suc. José Jacinto Rolón y arroyo Sarandí Grande; Sur: Parte Sur del límite Oeste de la propiedad de Emilia Rolón de Martín, límite Sur de las propiedades de suc. Pablo Soto, suc. Pastor Fernández, suc. Sinforoso Benítez, A. R de Faría, P. y M. Paniagua, Faría, Amaro, suc. Galvalizi, V. E. de González; Oeste: Río Corriente.
 4ta. Sección: Toda la parte del Departamento, al Nordeste del límite Este de la propiedad de suc. José Jacinto Rolón, comprende la Cuarta Sección.
 5ta. Sección: Toda la parte que queda al Este de la línea divisoria formada por el arroyo Barrancas inferior, hasta la desembocadura del arroyo Sarandí Grande y el Sarandí Grande mismo, incluso la propiedad suc. Angel Martínez, comprende la Quinta Sección.

El 29 de septiembre de 1920 fue promulgada la ley n.º 315 que reconoce como comisión municipal electiva a Esquina.
El 31 de agosto de 1935 fue publicado el decreto del vicegobernador Pedro Resoagli que determinó los límites de los departamentos:

Departamento Esquina. Tiene los siguientes límites generales: Norte y Oeste: La línea Norte de la propiedad de Ernestina González, desde su mojón Nordeste al río Corriente; este río, aguas abajo, hasta su desembocadura en el río Paraná, frente a la ciudad de Esquina, y el río Paraná, desde este punto, aguas abajo, hasta la desembocadura del río Guayquiraró y por su canal principal; Sud: El río Guayquiraró, desde su desembocadura, en el Paraná, aguas arriba, hasta encontrar el mojón Sudeste de la propiedad que fue de los sucesores de Víctor Rolón, hoy común con la de Grela. Determinando con mayor claridad la desembocadura del río Guayquiraró, se expresa que, después de unirse éste con el río “Corriente Grande”, o Iguacito, forman el río llamado Espinillo, que lleva sus aguas al Paraná; Este: Una línea recta que, arrancando del mojón S. O. de la propiedad de Grela, sobre el cauce del río Guayquiraró, sigue rectamente por su deslinde occidental y por todo el deslinde oriental de la propiedad que fue de Víctor I. Rolón, hasta encontrar el cauce del arroyo Barrancas. Desde este punto, sigue por el curso del río Barrancas, aguas arriba, hasta dar con el mojón Nordeste de la propiedad de María E. Soto; sigue por el límite Norte de la misma hasta el mojón Sudeste del inmueble de la sucesión de Benigno Martínez; continúa por el deslinde oriental de esta propiedad y el de las de María E. Soto, Martín Vigliecca, Mercedes Martínez, sucesores de Vicente I. Martínez y Angel Martínez, y su prolongación recta hasta el curso del arroyo Abalos. Continúa por el curso de este arroyo, aguas arriba, hasta encontrar el mojón Sudeste de la propiedad de Larrocca y Traverso, y sigue por su límite oriental y por el de las propiedades de Carmen F. de Silva y Juan y Encarnación Aguirre, hasta el mojón Nordeste de la última. De este mojón, toma el límite Norte del mismo inmueble, hasta encontrar el perteneciente a Margarita M. de Aguirre Silva y sigue por su deslinde oriental y el de la propiedad de Ernestina González, hasta su mojón Nordeste.

El 22 de agosto de 1953 fue sancionada la ley n.º 1779 que creó el Pueblo Libertador y fijó sus límites, trasladando al mismo la comisión de fomento de la Colonia Berón de Astrada:

Art. 1°.- Créase en la 2ª. Sección del Departamento de Esquina, el Pueblo “Libertador” con jurisdicción dentro de los siguientes límites: Norte, herederos de Margarita Torrent y Luis Alonso, calle de por medio; Sud, Saturnino Martínez, calle de por medio; Este, Arroyo Barrancas y Sarandi, y Oeste, Luis y Juana Bordón y Vicente González Casón, calle de por medio.

El 29 de septiembre de 1920 fue promulgada la ley n.º 894 que restableció la autonomía del municipio de Esquina.
El 13 de septiembre de 2000 fueron promulgados los decretos ley n.º 76/2000 y 77/2000, que fijaron los límites respectivos de los municipios de Esquina y Pueblo Libertador.

## Población
Cuenta con 39 185 habitantes (Indec, 2022), lo que representa un incremento promedio anual del 2.1% frente a los 30 802 habitantes (Indec, 2010) del censo anterior.

La mediana de edad se estableció en 29 años.
| Gráfica de evolución demográfica de Departamento Esquina entre 1991 y 2022 |
|                                                                            |
| Fuente: censos nacionales del INDEC                                        |

## Localidades
La mayor parte de la población se concentra en la ciudad cabecera del departamento. El resto es población de carácter rural, dispersa o asentada en pequeñas localidades.
| Cabecera (Población 2010) | Ciudades (Población 2010)      |
| ------------------------- | ------------------------------ |
| Esquina (19 081 hab.)     | - Pueblo Libertador (932 hab.) |

## Economía
La actividad económica más significativa del departamento es la producción hortícola. El departamento Esquina y el departamento Santo Tomé concentraban en 2008 más de la mitad de la superficie provincial destinada al cultivo de hortalizas.